# Имичет
Имичет (иначе Мех, Мехет, Меха) — фараон додинастического периода, правивший в Нижнем царстве Древнего Египта в конце IV тысячелетия до н. э. и условно относящийся к нулевой династии.
О существовании Имичета известно из первой строчки Палермского камня, где он упоминается в ряду других правителей долины Нила додинастического периода, имена которых сохранились на поверхности плиты до наших дней, восьмым по счёту. После него на Палермском камне упоминалось ещё несколько царей, однако их имена не сохранились (разрушены).
О жизни и деятельности этого царя практически ничего не известно. Поскольку какие-либо материальные доказательства существования этого царя отсутствуют, он, как все додинастические фараоны, перечисленные на Палермском камне, может быть мифическим царем, память о котором сохранилась в устной народной традиции, или же и вовсе вымышленной генеалогической персоналией.
По мнению немецкого египтолога Людвига Давида Моренца, имя фараона в переводе приблизительно может означать «Опора богов» (нем. Der in der Götterschaft ist).

## Примечания

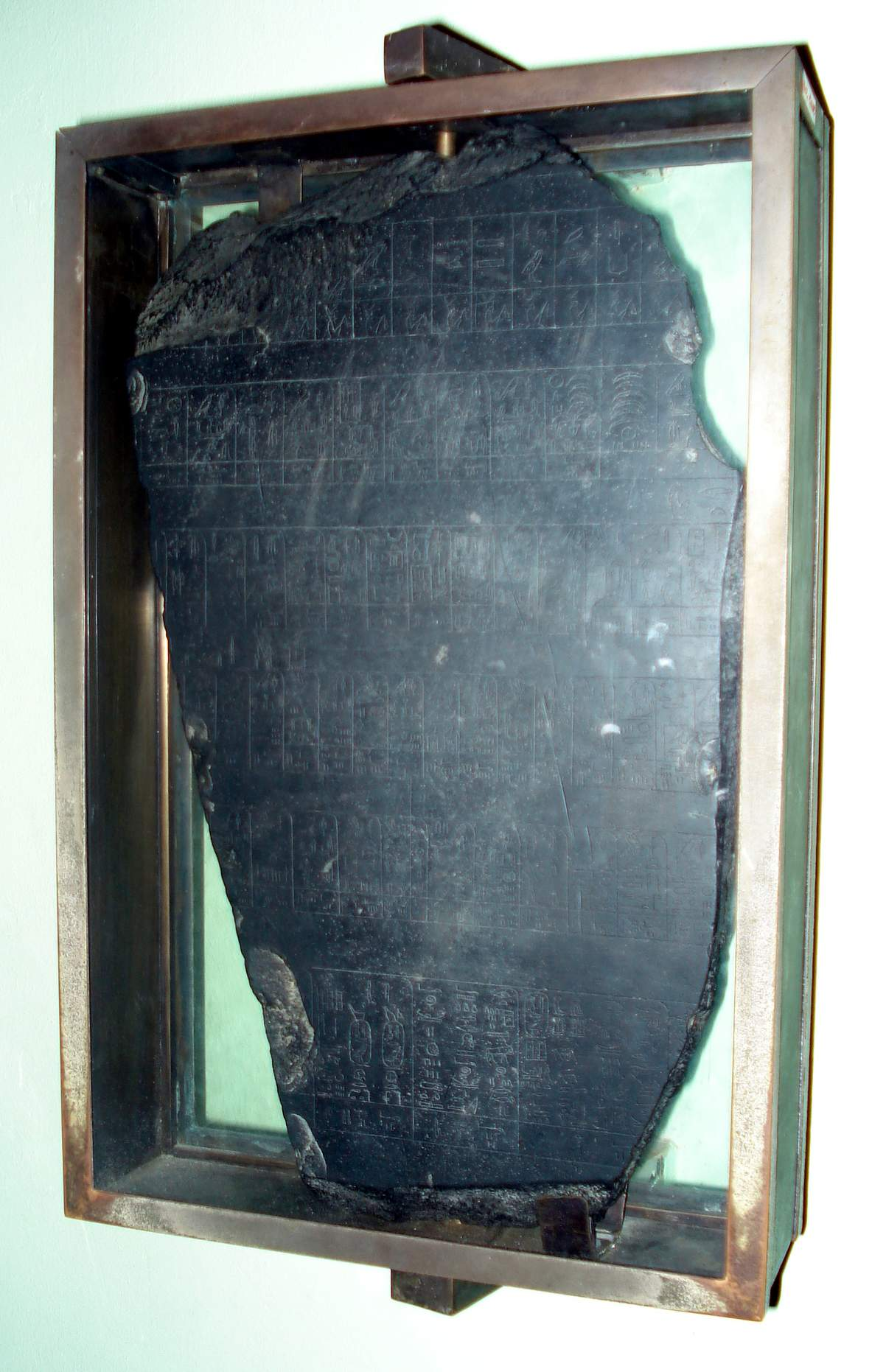
Палермский камень (основной фрагмент). Упоминание имени царя Тиу — в верхней строке четвёртое справа

### Имя
|  |

|  |

|  |

|  |

|  |

|  |

|  |

|  |

| m | X |

| m | X |